# Indian Mountain Lake
Indian Mountain Lake è un census-designated place (CDP) degli Stati Uniti d'America, situato nello stato della Pennsylvania, diviso tra la contea di Carbon e la contea di Monroe.